# Societat Genealògica de Utah
La Societat Genealògica de Utah (anglès: Genealogical Society of Utah, GSU) és una organització creada el 1894 per l'Església de Jesucrist dels Sants dels Darrers Dies, amb l'objectiu de crear una gran base de dades dedicada a la genealogia.
La seva activitat està centrada en la microfilmació i digitalització de documents com padrons, censos, partides de baptisme i de defuncions, escriptures notarials, etc. que es van bolcant al web FamilySearch, on els arxius estan disponibles perque qualsevol persona pugui sol·licitar-los i reconstruir el seu arbre genealògic. Disposa d'una base de dades situada a 200 metres sota terra, a la cripta cuirassada d'una muntanya de granit de Utah (EUA), a 40 quilòmetres de la ciutat mormona Salt Lake City.
A Espanya, els arxius municipals de Còrdova, Barcelona, Màlaga, Sevilla, i arxius històrics com el de Saragossa, Toledo, Salamanca o Logronyo han permès que la Societat Genealògica de Utah microfilmi i digitalitzi tots o part seus fons. A Girona, per iniciativa de Josep Maria Marquès, la Societat Genealògica de Utah va microfilmar, entre 1981 i 1983, més de 5.000 llibres parroquials de l'Arxiu Diocesà de Girona, en total, unes 800.000 pàgines.